# Фридрих Вильгельм Бранденбург-Шведтский (1715—1744)
Фридрих Вильгельм Бранденбург-Шведтский (нем. Friedrich Wilhelm von Brandenburg-Schwedt; 1714[…] — 12 сентября 1744, Прага, Земли Чешской короны) — маркграф Бранденбург-Шведта, генерал-майор прусской армии. Внук «великого курфюрста» Фридриха Вильгельма Бранденбургского.

## Биография
Фридрих Вильгельм — младший сын маркграфа Альбрехта Фридриха Бранденбург-Шведтского и его супруги Марии Доротеи Курляндской, дочери герцога Фридриха II Казимира Курляндского.
Уже в мае 1719 года был награждён орденом Чёрного орла. С 1734 года участвовал добровольцем в походах прусской армии, получил ранение в битве при Мольвице в ходе Первой Силезской войны. Его брат Фридрих в этой битве погиб. Сначала служил старшим лейтенантом в полку брата Карла Фридриха Альбрехта. В 1740 году был назначен в 15-й гвардейский пехотный полк в звании полковника. 16 мая 1743 года получил звание генерал-майора и командира гвардии. Во время осады Праги командовал стрелковыми окопами, был убит пушечным ядром на глазах короля. Останки Фридриха Вильгельма были перевезены в Берлин и погребены в Берлинском кафедральном соборе.